# Peter Finch
Peter Finch, nome completo Frederick George Peter Ingle-Finch (South Kensington, 28 settembre 1916 – Beverly Hills, 14 gennaio 1977), è stato un attore australiano.
Artista fieramente indipendente, poco incline alle regole dello star system,  Finch cercò per quanto possibile di sfuggire alle produzioni più commerciali. Vinse il premio Oscar al miglior attore protagonista nel 1977 per l'interpretazione in Quinto potere, premio che gli fu assegnato postumo poiché l'attore morì improvvisamente durante il tour promozionale del film.

## Biografia
Nacque a Londra da un ufficiale dell'esercito indiano, Wentworth "Jock" Campbell, e da Alicia Gladys Fisher, che in quel periodo era sposata con George Finch. Crebbe prima in India, e si trasferì successivamente con il padre in Australia, dove compì un lungo tirocinio artistico che lo portò a recitare alla radio, nel teatro e nel cinema australiano durante gli anni trenta e anni quaranta. Durante una rappresentazione de Il malato immaginario di Molière, fu notato da Laurence Olivier che si trovava all'epoca oltreoceano per una tournée e che invitò Finch a tentare la carriera sulle scene londinesi.
Finch raggiunse una certa fama come interprete teatrale a Londra, recitando - fra gli altri - nell'Otello di Shakespeare rappresentato nel 1952 accanto a Orson Welles, nel quale interpretò il ruolo del perfido Iago. Nella prima metà degli anni cinquanta ebbe modo di affermarsi definitivamente anche sugli schermi cinematografici, diventando in breve uno dei più versatili e sensibili interpreti del cinema britannico, a suo agio nei ruoli più diversi. Tra le sue interpretazioni del periodo, da ricordare lo sceriffo di Nottingham in Robin Hood e i compagni della foresta (1952), l'elegante ladro Flambeau in Uno strano detective, Padre Brown (1954), accanto ad Alec Guinness, il rude soldato australiano de La mia vita comincia in Malesia (1955), il vagabondo Jim Mcauley in Sul sentiero del sole (1957), personaggio laconico e solitario che vaga per la campagna australiana in cerca di lavoro, in compagnia del figlioletto.
Dall'inizio degli anni sessanta nella carriera di Finch si susseguirono ruoli sempre più maturi e complessi, che egli seppe sviluppare con capacità istintiva e naturale. Vinse il premio BAFTA per il film Il garofano verde (1960), nel quale interpretò il ruolo tormentato di Oscar Wilde, l'arguto e sofisticato scrittore vittoriano combattuto tra l'infatuazione per Lord Alfred Douglas e il senso di colpa nei confronti di moglie e figli. In Eri tu l'amore (1961) ricoprì il ruolo, ispirato alla storia vera del deputato laburista Wilfred Fienburgh, di un astuto e spietato uomo politico che trama fino a raggiungere i vertici della carriera. Il ruolo valse a Finch un secondo premio British Academy e l'Orso d'argento per il miglior attore al Festival internazionale del cinema di Berlino. Nel 1966 affiancò Melina Merkouri nel film Alle 10:30 di una sera d'estate.
Nel 1967 Finch lavorò per la prima volta sotto la direzione di John Schlesinger nel film Via dalla pazza folla, tratto dall'omonimo romanzo di Thomas Hardy, nel ruolo del proprietario terriero Boldwood, accanto a Julie Christie e Terence Stamp. La collaborazione con il regista si rinnovò nel 1971 in Domenica, maledetta domenica, da molti considerata la migliore interpretazione della carriera dell'attore, nel ruolo di un medico ebreo omosessuale, angosciato ed introverso, costretto a dividere con una donna divorziata (Glenda Jackson) la passione per un giovane scultore (Murray Head).
In Giamaica, andando a nuotare sulla spiaggia di Saint Ann's Bay conobbe una giovane locale di nome Aletha Barrett; si sposarono a Roma sabato 3 marzo 1973, il mattino in municipio, in Campidoglio, e il pomeriggio nella chiesa evangelica metodista. La coppia andò a risiedere in Giamaica, e Finch diradò ancora di più la frequenza dei propri lavori cinematografici.
Con Quinto potere (1976) di Sidney Lumet, Finch toccò l'apice della carriera con la vigorosa interpretazione di Howard Beale, un conduttore televisivo che giunge ad annunciare in diretta la propria intenzione di suicidarsi, a seguito della minaccia di licenziamento ricevuta dopo il calo dell'indice di gradimento del proprio programma. La performance valse a Finch, che in autunno interpretò Yitzhak Rabin nel colossal bellico I leoni della guerra, una nomination ai Golden Globe 1977.
Nel gennaio 1977 l'attore, sessantenne, si trovava a Los Angeles per promuovere Quinto potere, alloggiando al The Beverly Hills Hotel, sul Sunset Boulevard. Nella serata di giovedì 13 partecipò al The Tonight Show Starring Johnny Carson; la mattina seguente scese nella hall dell'albergo e sedette in attesa del regista Sidney Lumet, con il quale avrebbe avuto un altro impegno televisivo. Proprio all'arrivo del regista venne colto da un infarto fulminante, e scivolò a terra; venne chiamata un'ambulanza, e dopo dei tentativi di rianimazione cardiopolmonare sul posto, rivelatisi inutili, Finch venne portato allo UCLA Medical Center, in terapia intensiva, ma venne presto dichiarato deceduto. Il funerale si tenne mercoledì 19, e il corpo dell'attore venne poi tumulato in un colombario all'Hollywood Forever Cemetery.
Postumo, sabato 29 vinse il Golden Globe per il miglior attore in un film drammatico, e lunedì 28 marzo l'Oscar al miglior attore protagonista, battendo la concorrenza di Robert De Niro per Taxi Driver, Giancarlo Giannini per Pasqualino Settebellezze, William Holden, anch'egli per Quinto potere, e Sylvester Stallone per Rocky. Venne chiamato ad accettare il premio lo sceneggiatore Paddy Chayefsky, il quale a sua volta chiamò sul palcoscenico la vedova dell'attore; la donna espresse i ringraziamenti che il marito stesso, nel caso di eventuale vittoria, la aveva detto che avrebbe voluto pronunciare.

## Filmografia parziale
- A Son Is Born, regia di Eric Porter (1946)
- Robin Hood e i compagni della foresta (The Story of Robin Hood and His Merrie Men), regia di Ken Annakin (1952)
- L'incubo dei Mau Mau (The Heart of the Matter), regia di George More O'Ferrall (1952)
- La pista degli elefanti (Elephant Walk), regia di William Dieterle (1954)
- Uno strano detective, Padre Brown (Father Brown), regia di Robert Hamer (1954)
- Il vendicatore nero (The Dark Avenger), regia di Henry Levin (1955)
- Il cargo della violenza (Passage Home), regia di Roy Ward Baker (1955)
- Simone e Laura (Simon and Laura), regia di Muriel Box (1955)
- La mia vita comincia in Malesia (Michael McCarthy), regia di Jack Lee (1956)
- La battaglia di Rio della Plata (The Battle of the River Plate), regia di Michael Powell ed Emeric Pressburger (1956)
- Sul sentiero del sole (The Shiralee), regia di Leslie Norman (1957)
- La grande rapina (Robbery Under Arms), regia di Jack Lee (1957)
- Terra di ribellione (Windom's Way), regia di Ronald Neame (1957)
- Amsterdam operazione diamanti (Operation Amsterdam), regia di Michael McCarthy (1959)
- La storia di una monaca (The Nun's Story), regia di Fred Zinnemann (1959)
- Il ragazzo rapito (Kidnapped), regia di Robert Stevenson (1960)
- Il garofano verde (The Trials of Oscar Wilde), regia di Ken Hughes (1960)
- Desiderio nel sole (The Sins of Rachel Cade), regia di Gordon Douglas (1961)
- Eri tu l'amore (No love for Johnnie), regia di Ralph Thomas (1961)
- Il delitto della signora Allerson (I Thank a Fool), regia di Robert Stevens (1962)
- Amori proibiti (In the Cool of the Day), regia di Robert Stevens (1963)
- Frenesia del piacere (The Pumpkin Eater), regia di Jack Clayton (1964)
- La ragazza dagli occhi verdi (Girl with Green Eyes), regia di Desmond Davis (1964)
- Il volo della fenice (The Flight of the Phoenix), regia di Robert Aldrich (1965)
- Judith, regia di Daniel Mann (1966)
- Alle 10.30 di una sera d'estate (10:30 P.M. Summer), regia di Jules Dassin (1966)
- Via dalla pazza folla (Far from the Madding Crowd), regia di John Schlesinger (1967)
- Quando muore una stella (The Legend of Lylah Clare), regia di Robert Aldrich (1968)
- La tenda rossa (Krasnaja palatka), regia di Michail Konstantinovič Kalatozov (1969)
- Domenica, maledetta domenica (Sunday Bloody Sunday), regia di John Schlesinger (1971)
- A tu per tu con una ragazza scomoda (Something to Hide), regia di Alastair Reid (1972)
- Operazione su vasta scala (England Made Me), regia di Peter Duffell (1973)
- Orizzonte perduto (Lost Horizon), regia di Charles Jarrott (1973)
- La storia di Lady Hamilton (Bequest to the Nation), regia di James Cellan Jones (1973)
- La rinuncia (The Abdication), regia di Anthony Harvey (1974)
- Quinto potere (Network), regia di Sidney Lumet (1976)
- I leoni della guerra (Raid on Entebbe), regia di Irvin Kershner (1977)

## Doppiatori italiani
- Emilio Cigoli in Robin Hood e i compagni della foresta, Il cargo della violenza, La mia vita comincia in Malesia, La battaglia di Rio della Plata, La grande rapina, Terra di ribellione, Amsterdam operazione diamanti, Amori proibiti, La ragazza dagli occhi verdi, La rinuncia
- Giuseppe Rinaldi in Frenesia del piacere, Il volo della fenice, La tenda rossa
- Pino Locchi in La pista degli elefanti, Il vendicatore nero
- Gualtiero De Angelis in La storia di una monaca, Desiderio nel sole
- Mario Feliciani in Via dalla pazza folla, Quando muore una stella
- Lauro Gazzolo in Addio signora Miniver
- Nando Gazzolo in Judith
- Roberto Villa in Orizzonte perduto
- Sergio Graziani in Alle 10.30 di una sera d'estate
- Giancarlo Sbragia in Domenica, maledetta domenica
- Alberto Lionello in Quinto potere
- Aldo Barberito in I leoni della guerra
- Mariano Rigillo in Il ragazzo rapito (doppiaggio tardivo)

## Riconoscimenti
| Premio Oscar | Premio Oscar                 | Premio Oscar                | Premio Oscar    |
| Anno         | Titolo                       | Categoria                   | Risultato       |
| ------------ | ---------------------------- | --------------------------- | --------------- |
| 1972         | Domenica, maledetta domenica | Miglior attore protagonista | Candidato/a     |
| 1977         | Quinto potere                | Miglior attore protagonista | Vincitore/trice |

| Golden Globe | Golden Globe                 | Golden Globe                         | Golden Globe    |
| Anno         | Titolo                       | Categoria                            | Risultato       |
| ------------ | ---------------------------- | ------------------------------------ | --------------- |
| 1972         | Domenica, maledetta domenica | Miglior attore in un film drammatico | Candidato/a     |
| 1977         | Quinto potere                | Miglior attore in un film drammatico | Vincitore/trice |

| British Academy Film Award | British Academy Film Award      | British Academy Film Award  | British Academy Film Award |
| Anno                       | Titolo                          | Categoria                   | Risultato                  |
| -------------------------- | ------------------------------- | --------------------------- | -------------------------- |
| 1957                       | La mia vita comincia in Malesia | Miglior attore britannico   | Vincitore/trice            |
| 1958                       | Terra di ribellione             | Miglior attore britannico   | Candidato/a                |
| 1960                       | La storia di una monaca         | Miglior attore britannico   | Candidato/a                |
| 1961                       | Il garofano verde               | Miglior attore britannico   | Vincitore/trice            |
| 1962                       | Eri tu l'amore                  | Miglior attore britannico   | Vincitore/trice            |
| 1972                       | Domenica, maledetta domenica    | Miglior attore protagonista | Vincitore/trice            |
| 1977                       | Quinto potere                   | Miglior attore protagonista | Vincitore/trice            |